# Makarti Jaya (Peninjauan)
Makarti Jaya is een bestuurslaag in het regentschap Ogan Komering Ulu van de provincie Zuid-Sumatra, Indonesië. Makarti Jaya telt 1281 inwoners (volkstelling 2010).